# Max (album)
Max è l'album di debutto del rapper italiano Nerone, pubblicato il 19 maggio 2017 dalla Believe Digital.

## Tracce
1. Lo sanno – 2:14
2. Seconda mano – 2:28
3. Sembra ieri (feat. Rocco Hunt) – 4:15
4. Pop pop – 2:22
5. Basta – 3:34
6. La miaccade llade scacru (feat. Warez) – 3:41
7. Papparapa' (feat. Salmo, Gemitaiz) – 4:06
8. Mollalo Nerone – 3:12
9. By myself – 4:21
10. Sale (feat. Remmy) – 2:43
11. Nessuno (feat. Axos) – 3:36
12. Comodi (feat. Remmy, Secco) – 2:58
13. Non so più chi sei (feat. Nitro) – 5:00